# تيهيلنه بوله (1939)
تيهيلنه بوله هو ملعب كرة قدم يقع في براتيسلافا عاصمة سلوفاكيا. يسع الملعب لجلوس 30,085 متفرج. يعتبر الملعب الرسمي الذي يخوض فيه نادي سلوفان براتيسلافا مبارياته. تم افتتاح الملعب في سنة 1940.